# جان سدلر
جان سدلر (انگلیسی: John Sadler؛ زادهٔ ۱۹۵۳ مورخ اهل بریتانیا است که تمرکز وی به ویژه بر تاریخ قرون وسطی می‌باشد.